# Mare de Déu de les Alegries
El Santuari de la Mare de Déu de les Alegries va ser la primera parròquia de la vila de Lloret de Mar. Va ser parròquia de la vila des que va ser consagrada, el 1079, fins al 1522, quan es va inaugurar una nova parròquia a prop de la platja. L'església actual conserva ben pocs elements romànics, ja que fou reformada als segles xvii i XVIII i reconstruïda el 1914. És una obra inclosa en l'Inventari del Patrimoni Arquitectònic de Catalunya.

## Descripció

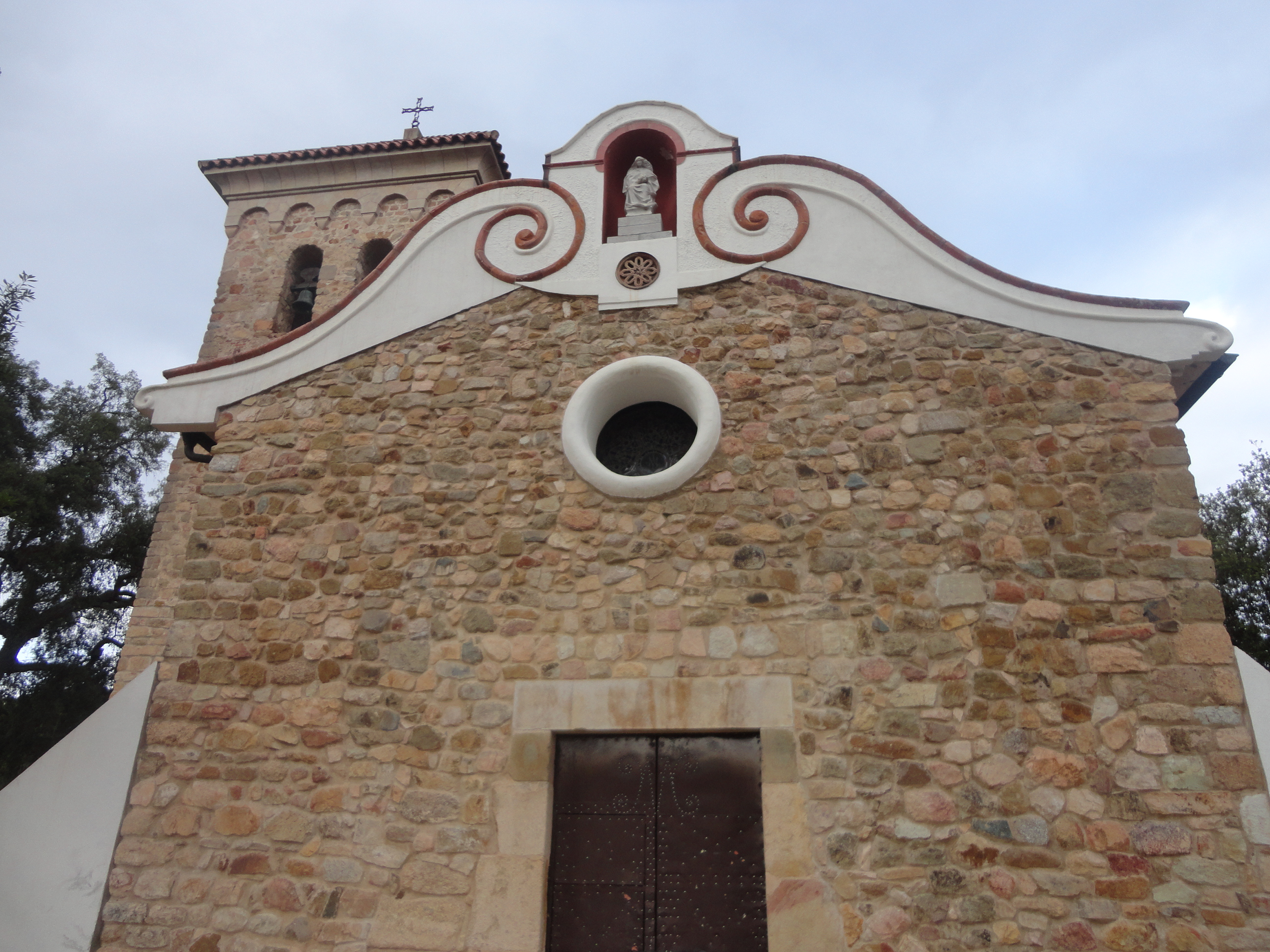
Façana de l'Ermita de la Mare de Déu de les Alegries

És un edifici aïllat de planta rectangular coberta amb una teulada de doble vessant a laterals i amb un campanar adossat a la part nord. Està situat a la part dreta de la carretera de Lloret a Vidreres, havent sortit de Lloret. Abans d'arribar a l'ermita es troba una capella de la Mare de Déu, un petit edifici cupulat i porticat amb una imatge de la Verge d'alabastre.
La façana principal té una porta d'entrada amb els brancals de pedra i un òcul a la part superior. Està decorada a la part superior amb dues espirals d'arrel barroca fetes amb rajola vidriada de color grana. Entre aquestes espirals hi ha una fornícula amb la verge i una gran creu de ferro forjat. El sostre és una part de rajola plana i l'altra de teules àrabs. Els ràfecs són de tres fileres, dues de rajola plana i una de teula. A la part sud es reconeixen diversos contraforts pel desnivell del terreny.
El campanar és de planta quadrada, amb una porta a la planta baixa, petita i d'arc de mig punt. Té coberta de teula de quatre vessants. Sobre la porta, i centrada a la façana, hi ha una finestra. A sobre hi ha dues finestres més amb arc de mig punt a cada façana. L'aparell constructiu és de carreus irregulars disposats en filades horitzontals de diferents alçades.

## Història
És una antiga església parroquial, consagrada el 1079 pel bisbe de Girona Guillem Guifred de Cerdanya, i traslladada el 1522 a la nova església de Sant Romà de Lloret de Mar. La seva advocació original era a Sant Romà, encara que, després del trasllat del segle xvi, passà a Santa Maria. La referència més antiga sobre el nom de Lloret es troba en un document que data del 966. Es tracta d'una donació dels marmessors de Miró I, comte de Barcelona, Osona i Girona, de la Vall de Tossa al Monestir de Ripoll, on es recull un dels límits: "in termino loredo, sive in rivo de Canellas". Lloret procedeix del terme llatí "lauretum", que significa lloredar o indret plantat de llorers.
El solar on es va construir l'ermita va ser donat per la baronessa Sicardis, senyora del Castell de Lloret, junt amb trenta-quatre passes al voltant per fer-hi el cementiri. Segurament es va escollir aquest lloc perquè hi confrontaven els camins d'anada a Tossa de Mar, Maçanet de la Selva, Santa Coloma de Farners i Girona. L'estil romànic original va quedar molt modificat per les reformes que es van anar fent al llarg dels segles. L'element més emblemàtic que ha quedat de la construcció inicial és el campanar. A partir del moment que es va traslladar la parròquia, l'ermita va rebre diferents noms com Església Vella o Mare de Déu Antiga i, posteriorment, va passar a anomenar-se Mare de Déu de les Alegries.
Des de 1522, en passar el culte a la nova església parroquial del nucli urbà de la costa, se la conegué amb el nom d'"església vella" o "Mare de Déu Antiga". El 1731, segons la documentació, és anomenada "església vella de Sant Romà, amb altar de la Mare de Déu de les Alegries". L'acta de consagració ha estat publicada a la Catalunya Romànica i, anteriorment, a la Revista de Girona (núm. 16, 1891, p. 138-139).
Al llarg dels anys l'ermita ha estat objecte de moltes modificacions. Inicialment, l'església era menys allargada que l'actual i devia tenir un absis semicircular. L'accés original devia ser orientat al sud, on actualment hi ha l'obertura per a pujar al cor, mentre que la porta actual està orientada a ponent, d'acord amb els gustos del segle xviii. L'any 1913 es va fer una reforma important finançada per Narcís i Joan Gelats Durall, en la qual es modificà la façana, la porta d'entrada i l'interior. En la mateixa reforma es va col·locar el retaule barroc i es van fer sis pintures murals amb reproduccions dels misteris de goigs i ascensió del Senyor, fetes pel pintor Padilla. L'any 1914 es va afegir un segon nivell de doble finestra al campanar i el 1939 es va construir el teulat amb arcs llombards. L'any 2006, la imatge de la Mare de Déu va ser restaurada recentment per la mare Elena del Monestir de Sant Daniel de Girona, responsable també de la restauració del Tapís de la Creació de la Catedral de Girona.

## Tradicions
Des de 1628 el 7 de gener s'hi celebrava una missa tradicional per les ànimes dels morts del cementiri i, des de 1979, se celebra el dia 22 d'abril. L'origen d'aquesta missa, dita "missa del Traginer", és una llegenda sobre una hipotètica demanda de les ànimes d'aquell indret d'un record dels vilatans.
La festa més important que s'hi celebra és el 8 de setembre, quan s'hi fa un aplec que sol coincidir amb el diumenge més proper al 8 de setembre. A l'antiga sagristia hi ha un petit museu amb ofrenes a la Verge. El 1991 es va inaugurar una nova imatge a la fornícula de la façana principal.
Els goigs de la Mare de Déu de les Alegries tenen la tornada següent: "Puix que és joia vostre amor / i és Senyora de bons dies, / alegreu-nos el nostre cor / Reina de les Alegries".